# Wages of Sin
Wages of Sin es el cuarto álbum de estudio de la banda sueca de death metal melódico, Arch Enemy. Es el primer álbum en presentar a la cantante Angela Gossow.

## Lista de canciones
1. Enemy Within - 4:21
2. Burning Angel - 4:17
3. Heart Of Darkness - 4:52
4. Ravenous - 4:06
5. Savage Messiah - 5:18
6. Dead Bury Their Dead - 3:55
7. Web Of Lies - 3:56
8. The First Deadly Sin - 4:20
9. Behind The Smile - 3:28
10. Snow Bound (instrumental) - 1:34
11. Shadows And Dust - 4:28
12. Lament Of A Mortal Soul (previamente sin publicar) - 6:36
13. Ravenous (videoclip) - 8:57

### Una colección de canciones sin publicar
1. Starbreaker (Judas Priest cover) – 3:27
2. Aces High (Iron Maiden cover) – 4:26
3. Scream Of Anger (Europe cover, Bonus track japonés) – 3:50
4. Diva Satanica (Bonus track japonés) – 3:46
5. Fields of Desolation '99 (Bonus track japonés) – 5:33
6. Damnations Way (Bonus track japonés) – 3:49
7. Hydra (Bonus track japonés) – 0:57
8. The Immortal (videoclip)

La primera entrega de este álbum contenía un Bonus CD, llamado Rare and Unreleased con canciones cantadas por el vocalista original de la banda, Johan Liiva.

## Créditos

### Integrantes
- Angela Gossow - voz
- Michael Amott - guitarras
- Christopher Amott - guitarras
- Sharlee D'Angelo - bajo
- Daniel Erlandsson - batería

Mellotron, piano, y otros teclados por Per Wiberg

### Producción
Fredrik Nordstrom y Michael Amott.

Mezcla por Andy Sneap.

Grabado en Studio Fredman en diciembre de 2000.

Mezclado en Backstage Studios en enero de 2001.

Todas los arreglos por Arch Enemy.

Arte y diseño por Cabin Fever Media (Niklas Sundin).